# Bosc-Roger-sur-Buchy
Bosc-Roger-sur-Buchy era una comuna francesa situada en el departamento de Sena Marítimo, en la región de Normandía, que el 1 de enero de 2017 pasó a ser una comuna delegada de la comuna nueva de Buchy al unirse con las comunas de Buchy y Estouteville-Écalles. Tiene una población estimada, a inicios de 2021, de 715 habitantes.

## Demografía
| Gráfica de evolución demográfica de Bosc-Roger-sur-Buchy entre 1800 y 2021 |
|                                                                            |

Los datos demográficos contemplados en este gráfico de la comuna de Bosc-Roger-sur-Buchy se han cogido de 1800 a 1999 de la página francesa EHESS/Cassini, y los demás datos de la página del INSEE.